# Васильево (Красноозёрное сельское поселение)
Васильево (до 1949 года Харма, фин. Harma) — деревня в Красноозёрном сельском поселении Приозерского района Ленинградской области.

## История
- Деревня Харма (Хармаала) на финской карте 1923 года

До 1939 года деревня Харма входила в состав волости Валкъярви Выборгской губернии Финляндской республики.
С мая 1940 года — в составе Торпильского сельсовета Раутовского района Ленинградской области.
С 1 августа 1941 года по 30 июня 1944 года, финская оккупация.
С октября 1948 года, в составе Краснодонского сельсовета Сосновского района.
С января 1949 года деревня стала учитываться как Васильево. 
С июня 1954 года, в составе Мичуринского сельсовета.
В 1958 году население деревни составляло 180 человек.
С декабря 1960 года — в составе Коробицинского сельсовета Рощинского района. 
С 1 февраля 1963 года — в составе Выборгского района.
С 1 января 1965 года — в составе Приозерского района. 
По данным 1966 года деревня Васильево также входила в состав Коробицинского сельсовета.
По данным 1973 и 1990 годов деревня Васильево входила в состав Мичуринского сельсовета.
В 1997 году в деревне Васильево Красноозёрной волости проживали 8 человек, в 2002 году — 17 человек (русские —70 %).
В 2007 году в деревне Васильево Красноозёрного СП проживали 5 человек, в 2010 году — 7 человек.

## География
Деревня расположена в юго-западной части района на автодороге 41К-017 (Пески — Подгорье).
Расстояние до административного центра поселения — 23 км.
Расстояние до ближайшей железнодорожной станции Сосново — 40 км.
Деревня находится на левом берегу реки Странница.

## Демография
| 2007 | 2010 | 2017 |
| ---- | ---- | ---- |
| 5    | ↗7   | →7   |

## Улицы
Васильковая, Весенняя, Грунтовая, Кедровая, Лесная, Липовая, Лыжная, Нагорная, Ольховая, Снежная, Сосновая, Спортивная, Степная, Торфяная.